# 杉山誠 (演劇評論家)
杉山 誠（すぎやま まこと、1907年(明治40年)5月1日 - 1968年(昭和43年)12月30日）は、日本の演劇評論家、翻訳家。

## 来歴
東京出身。東京帝国大学文学部卒。新関良三に師事。戦前は尾上菊五郎劇団文芸部長、戦時中は1943年召集されて南方に赴き、将校として芝居を上演したことは、部下だった加東大介の『南の島に雪が降る』に杉山大尉（マノクワリ守備隊司令部）と実名で描かれている。
戦後は俳優座付属俳優養成所主事・共立女子大学文芸学部教授。イプセンなどの近代戯曲を翻訳・紹介、新聞に歌舞伎評も書いた。妻は尾上菊子（きくし）の名で菊五郎に師事していたが戦時中死去。
1968年12月30日、劇団民芸稽古場での年忘れパーティで、スピーチのさなかに心筋梗塞で倒れ、死去。満61歳没。

## 共編著
- An outline History of the Japanese Dance 藤間勘十郎共著、国際文化振興会、1937年
- 『現代演劇講座 第5巻 世界の演劇 第2(演出と俳優)』山田肇共編 三笠書房、1959年

### 翻訳
- ストリンドベリー『令嬢ジュリー』三笠書房、1952年
- ストリンドベリ「ペリカン」『世界文学全集 (十九世紀続篇 ストリンドベリ篇) 』河出書房、1952年
- 「青年の病気」（フェルディナント・ブルックナー）「夜のあかり」（C.ゲッツ）『現代世界戯曲選集 第2 ドイツ篇 』杉山誠編、白水社、1953年
- 「スペインの喜劇」（A.レルネット＝ホレーニァ）『現代世界戯曲選集 第10 ドイツ篇 第2』杉山誠編、白水社、1954年
- 「タンゴールの人々」（M.アネルセン ネクソ）『現代世界戯曲選集 第12 諸国篇』杉山誠編、白水社、1954年
- 「子供の時間」（リリアン・ヘルマン）『現代世界戯曲選集 第6 アメリカ篇』菅原卓編、白水社、1954年
- 「バッカスの祭」（アルトゥル・シュニッツラー）『現代世界戯曲選集 第7 一幕物篇』菅原卓編、白水社、1954年
- 「人形の家」（イプセン）「稲妻」「父」（ストリントベリ）『世界文学全集（イプセン、ストリンドベリ）』河出書房、1955年
- ロバート・アンダースン『お茶と同情』江本澄子共訳、白水社、1956年 現代海外戯曲
- 『三文オペラ』（ベルトオルト・ブレヒト）『世界文学全集 (現代世界戯曲集) 』河出書房、1956年
- 「熊」『チェーホフ名作集』白水社、1956年
- ハウプトマン篇「海狸の外套-泥棒の喜劇-」『世界文学全集（ハウプトマン、シュニッツラー） 』河出書房新社、1958年
- 仮名手本忠臣蔵(竹田出雲、三好松洛、並木千柳作)『日本文学全集 第11 (謡曲狂言・歌舞伎集) 』河出書房新社、1961年
- イプセン「ヘッダ・ガブラー」『世界文学全集 第26（イプセン、ハウプトマン）』河出書房新社、1962年
- ブレヒト「カルラールのかみさんの武器」「小市民の七つの大罪」『世界文学全集 (ブレヒト、アイヒ) 』河出書房新社、1965年
- 「ケベニックの大尉」(ツックマイヤー) 『世界文学大系 第90 (近代劇集)』筑摩書房、1965年
- 「ふたりでシーソー」（ウィリアム・ギブソン）『今日の英米演劇 第2』白水社、1968年
- 「帰郷」（ハロルド・ピンター）『今日の英米演劇 第4』白水社、1968年
- 「黒いスワン」（マルティン・ヴァルザー）「すべての季節の男」（ボルト）『世界文学全集 カラー版 別巻 第2巻 (現代世界戯曲集) 』河出書房新社、1969年

## 参考
- コトバンク
- 『日本近代文学大事典』講談社、1984年